# Gaultheria antipoda
Gaultheria antipoda är en ljungväxtart som beskrevs av Forst. f. Gaultheria antipoda ingår i släktet Gaultheria och familjen ljungväxter. Inga underarter finns listade i Catalogue of Life.